# Пилохвост Плигинского
Пилохвост Плигинского, или пилохвост Болдырева (лат. Poecilimon pliginskii) — насекомое из семейства настоящих кузнечиков отряда прямокрылых. Видовое название дано в честь русского и советского энтомолога Владимира Григорьевича Плигинского — исследователя насекомых Крыма и специалиста по систематике жуков.

## Описание
Длина тела (у самок без яйцеклада) составляет 14—19 мм, длина яйцеклада самок 7—8 мм. Окраска желто-зеленая с мелкими темными или большими черными пятнами на затылке и на верхней стороне брюшка (треугольными или в виде поперечных полос). Усики длиннее тела, с черными кольцами. Переднеспинка с красными продольными полосками с каждой стороны, седлообразной формы у самцов и цилиндрической у самок. Крылья короткие, у самцов надкрылья желтоватые с темным диском, выступают из-под переднеспинки, у самок — скрытые. Нижние поверхности задних бедер гладкие, без шипиков. Яйцеклад самки 8,5 мм в длину, возле вершины очень зазубренный, от основания зубцов по нижнему краю прямой. Складка возле основания нижней створки яйцеклада широкая, пластинкообразная и опущенная вниз. Характерным признаком вида являются г-образные церки самцов, возле основания цилиндрические и гладкие, их верхняя часть загнута в середину, здесь почти треугольная, очень расширенная и расплющенная, с зубчатым задним краем (в виде s-образно изогнутой «пилочки» из 8—17 направленных назад мелких черных зубчиков и двух одинаковых, маленьких зубчиков вблизи вершины церка).

## Ареал и места обитания
Кузнечик пилохвост Плигинского является эндемиком юго-востока Крымского полуострова, где встречается от предгорий Крымских гор до яйл Главной гряды (Белогорск, горные массивы Чатыр-Даг и Карадаг). Населяет главным образом опушки и поляны предгорных и горных лесов и травостои яйл (до высоты 1500 м).

## Особенности биологии
В год развивается одно поколение. Зимуют в фазе яйца. Личинки появляются весной, взрослые насекомые встречаются с конца июня до августа. В июле — августе откладывают яйца в щели на стеблях растений. Фитофаги.

## Сокращение численности и охрана
Встречается редко, одиночными особями. Исчезает из-за раскорчевывания склонов, использования пестицидов и выпаса скота на яйлах.
Как исчезающий вид кузнечик пилохвост Плигинского занесен в Красную книгу Украины. Охраняется в Крымском и Карадагском природных заповедниках. Для сохранение вида необходимо создавать энтомологические заказники в местах его обитания.